# Carl Dobkins, Jr.
Carl Dobkins, Jr.  (13 de enero de 1941 Cincinnati, Ohio, 8 de abril de 2020) fue un cantante estadounidense conocido por su sencillo de 1959 "My Heart is an Open Book", con el que alcanzó el número 3 de la lista Billboard Hot 100 chart. El sencillo, vendió más de un millón de copias en los Estados Unidos, por lo que fue certificado como disco de oro.

## Biografía

### Vida y carrera
Dobkins nació en Cincinnati, Ohio, hijo de Helen y Carl Dobkins. Procedía de una familia de músicos y aprendió a tocar el ukelele y la guitarra cuando era niño. Comenzó a escribir canciones en su adolescencia y comenzó a cantar en eventos locales. The Seniors, el grupo de respaldo de Dobkins, incluía a Keith Ross, Paul Powers, Harry Clifton y Bill Smith. Los Seniors se encontraron por primera vez con un interés común en el canto en la Iglesia Metodista Nast Memorial en Cincinnati. El grupo cantó juntos durante aproximadamente ocho años. Dobkins and the Seniors fue promovido por Gil Sheppard, un disc jockey de la radio local de Cincinnati, quien destacó las composiciones tempranas de la escuela secundaria del joven cantante y un disco de demostración de dos canciones. Esto llevó a un contrato de grabación con Fraternity Records, quienes lanzaron su primer disco.
Después de grabar "If You Don't Want My Lovin'" en los estudios King Records, Sheppard vendió la grabación maestra a Decca Records. Luego, Dobkins grabó sesiones para Decca en Nashville, Tennessee, que incluyeron "My Heart is an Open Book" en 1959, que alcanzó el número 3 en la lista pop y el número 11 en la lista de R&B, de Billboard. También sirvió en la Reserva del Ejército de los Estados Unidos durante seis meses. [5] Cuando se reeditó, "If You Don't Want My Lovin'" alcanzó el puesto 67 ese mismo año. Dobkins tuvo otras dos entradas en el Hot 100: "Lucky Devil" (número 25, 1959) y "Exclusively Yours" (número 62, 1960).
Dobkins apareció con frecuencia en Castle Farms y en televisión para el Bob Braun Show ( WLW-T , Cincinnati). Apareció catorce veces como invitado en American Bandstand de Dick Clark y estuvo de gira con cantantes como Bobby Vee, Frankie Avalon y Jan & Dean. Continuó actuando en festivales de música antigua durante algunos años.
Fue incluido en el Salón de la Fama del Rock and Roll de Cincinnati y en el Salón de la Fama del Rockabilly.

### Vida personal
Dobkins asistió a Hughes High School a fines de la década de 1950, pero se mudó a Mt Healthy High School y se graduó en 1959. Dobkins se casó con Janice Cox en 1960 y tuvo dos hijas, seis nietos y cinco bisnietos.

### Muerte
Murió el 8 de abril de 2020 a la edad de 79 años.

## Discografía
- Fraternity F-794 - January 1958 - "Take Hold Of My Hand" / "That's Why I'm Asking"
- Decca 9-30656 - May 1958 - "If You Don't Want My Lovin'" / "Love is Everything"
- Decca ED 2664 - August 1959 - "If You Don't Want My Lovin'" / "Love is Everything" / "My Heart Is An Open Book" / "My Pledge to You"
- Brunswick 05817 - March 1960 - "Lucky Devil" - number 25 UK No. 44[2]
- Decca 9-31088 - April 1960 - "One Little Girl"
- Decca 39353 - 1962 - "Promise Me" / "Ask Me No Questions"[3]